# Comte palatí
Comte palatí (en llatí: comes palatinus; en alemany: Pfalzgraf) és un títol de noblesa originat en el comes romà, que amb la caiguda de l'imperi Romà d'Occident s'adaptà als regnes germànics. El terme "palatí" fa referència a la seva vinculació amb el palau regi, en ser un dels oficis de Cort del denominat officium palatinum. Incorporava una important funció jurisdiccional: oir les apel·lacions elevades al rei, al coneixement del qual només arribaven els assumptes que el comte considerava necessaris.
Hi hagué officium palatinum i comes palatinus a la cort visigoda. L'officium també tenia altres comtes que supervisaven diferents branques del servei reial, com el comes cubiculariorum (cambrers), el comes scanciorum (copers), el comes stabulorum (cavallerisses), etc. Els comtes palatins assistien el rei en tasques judicials, administratives i militars.
Entre els ostrogots assentats a Itàlia també hi hagué comtes palatins, entre ells el comes patrimonium, a càrrec de les propietats patrimonials o privades del rei.
També hi hagué càrrecs similars amb aquest nom en la monarquia franca dels merovingis. Dels palatins de la cort carolíngia sorgiren les figures llegendàries dels paladins de Carlemany. Amb la conquesta carolíngia d'Itàlia s'hi reintroduí aquesta dignitat, però amb adscripció geogràfica, com a comtes palatins de Pistoia (Pistoia, any 812, -Echergum Comintem Palatii-) i comtes palatins de Spoleto (Spoleto, any 814 -Hebroard-). Lluís el Pietós tingué dos comtes palatins amb els noms de Gebuí i Ruodbert.
Hi ha algun ús bibliogràfic de l'expressió "comtes palatins" vinculada al regne d'Astúries d'aquella mateixa època, amb adscripció geogràfica en el cas dels comtes palatins d'Oviedo; i amb funcions àuliques en altres, diferenciats dels "comtes governadors de províncies":
| «                                             | Un dels oficis més distingits que trobem entre les dignitats de la Corona d'Astúries, fou el de Comte: el qual, com en el regne dels Gots, estava destinat a l'acompliment de diversos importants negocis, tot i que reduït el seu nombre i ocupació a l'estat d'una república pobra i quasi precària. Trobem mencionats en les memòries més antigues un Piniol, un Nepocià, un Aldroito amb el caràcter de Comtes Palatins: altres sense expressió de la seva ocupació, tot i que sembla haver-lo tingut en la servitud de les persones Reials. | » |
| — Juan de Mariana, Historia General de España | |   |

En el Sacre Imperi hi hagué comtes palatins amb denominació geogràfica: comtes palatins de Suàbia (o de Tübingen -vegeu ducs del seu-), comtes palatins de Baviera (de Scheyrcn o de Witelsbach), comtes palatins de Saxònia i comtes palatins de Lotaríngia que acabaren denominant-se comtes palatins del Rin o comtes del Palatinat. Aquests últims foren els que més sovint reben aquesta denominació, en denominar-se "Palatinat" el seu territori de forma antonomàstica, i associar-se a un dels títols amb dignitat electoral.
El Palatí d'Hongria fou un títol històric del regne d'Hongria que es creà a imitació del Pfalzgraf germànic.
El títol de comte palatí s'utilitzà en el regne de Polònia per denominar els governadors de regions nomenats pel rei entre els magnats locals.
Al regne de França s'utilitzà la denominació "comtes palatins" per referir-se als comtes de Xampanya, comtes de Tolosa, comtes de Guiena i comtes de Flandes; per distingir-se dels comtes palatins alemanys es passaren a denominar comtes palatins de França i després, abreviadament, comtes de França, comtes dels francesos o comtes del regne.
Dels comtes palatins de Borgonya deriva la denominació del Franc Comtat (Comtat de Borgonya palatina).
La cort papal, des del segle xi, tingué un col·legi de comtes palatins amb seu al Palau Apostòlic.
Al regne de Sicília, en els segles XII al XV, existí el Comtat palatí de Cefalònia i Zacint.
Al regne d'Anglaterra es formaren comtats palatins (county palatine) amb la dinastia normanda (segle xi) per defensar les fronteres amb Escòcia i Gal·les: en temps de Guillem el Conqueridor es fundaren el Comtat Palatí de Durham (confiat als prínceps-bisbes de Durham) i el comtat Palatí de Chester (confiat als comtes -earls- de Chester). El Comtat Palatí de Lancaster es creà el 1351 (confiat als ducs de Lancaster).